# Marco Hösel

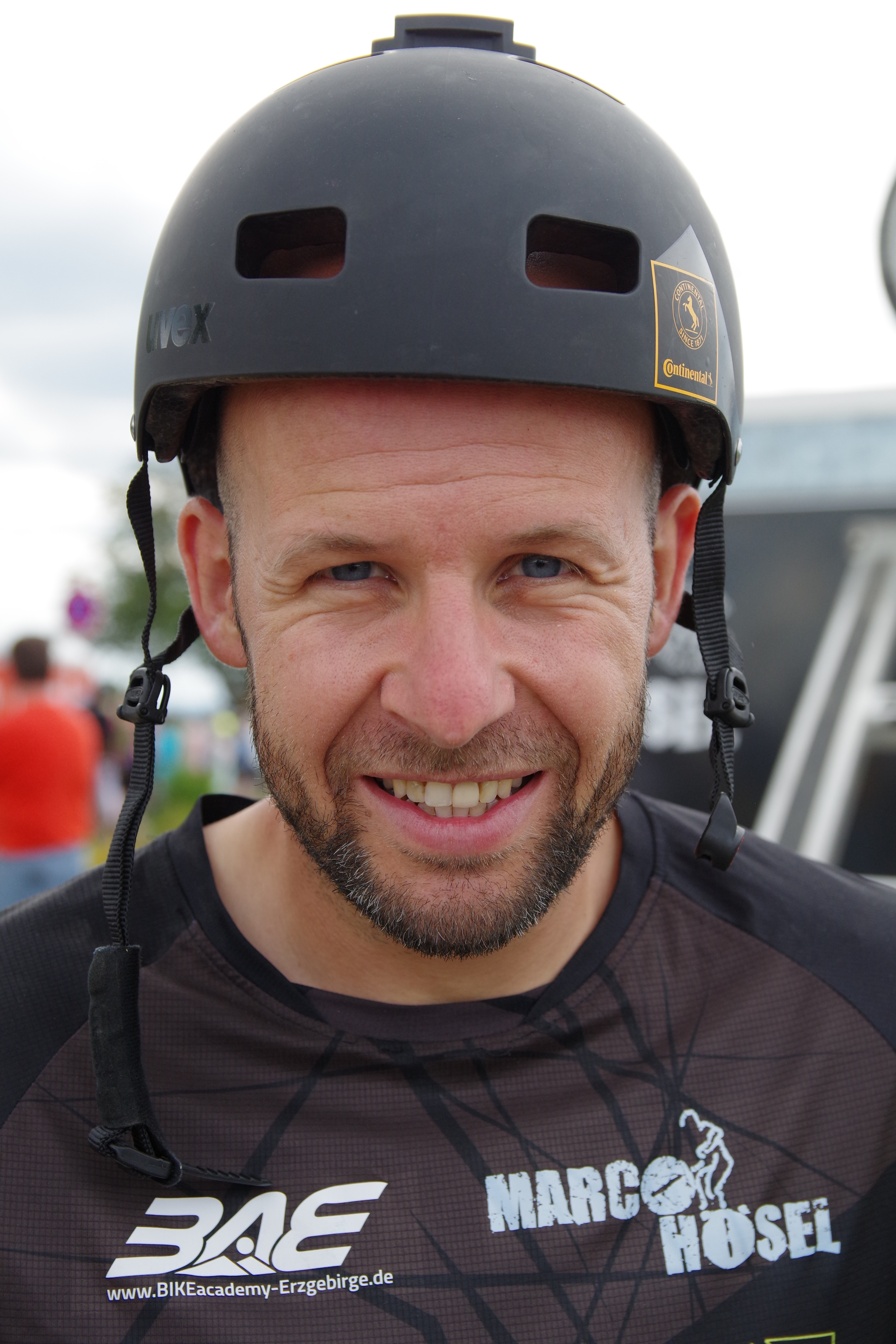
Marco Hösel 2017

 Marco Hösel  (* 29. Dezember 1980 in Stollberg) ist ein deutscher Trial- und Mountainbike-Fahrer.
Hösel begann 1992 mit dem Trialsport im Thalheimer Motorsportclub. 1994 gelang ihm der sportliche Durchbruch, woraufhin er für die Nationalmannschaft nominiert wurde. 1999 stieg er in die „Elite-Klasse“ auf. Im UCI-Trial-Weltcup gelangen ihm von 2002 bis 2004 fünf Einzelsiege und dreimal der Gewinn der Gesamtwertung in der 20-Zoll-Klasse. 2006 beendete er nach dem dritten Gewinn der UCI-Weltmeisterschaft seine aktive sportliche Karriere. Hösel lebt in Thalheim/Erzgeb. und ist verheiratet.

## Auswahl der Erfolge

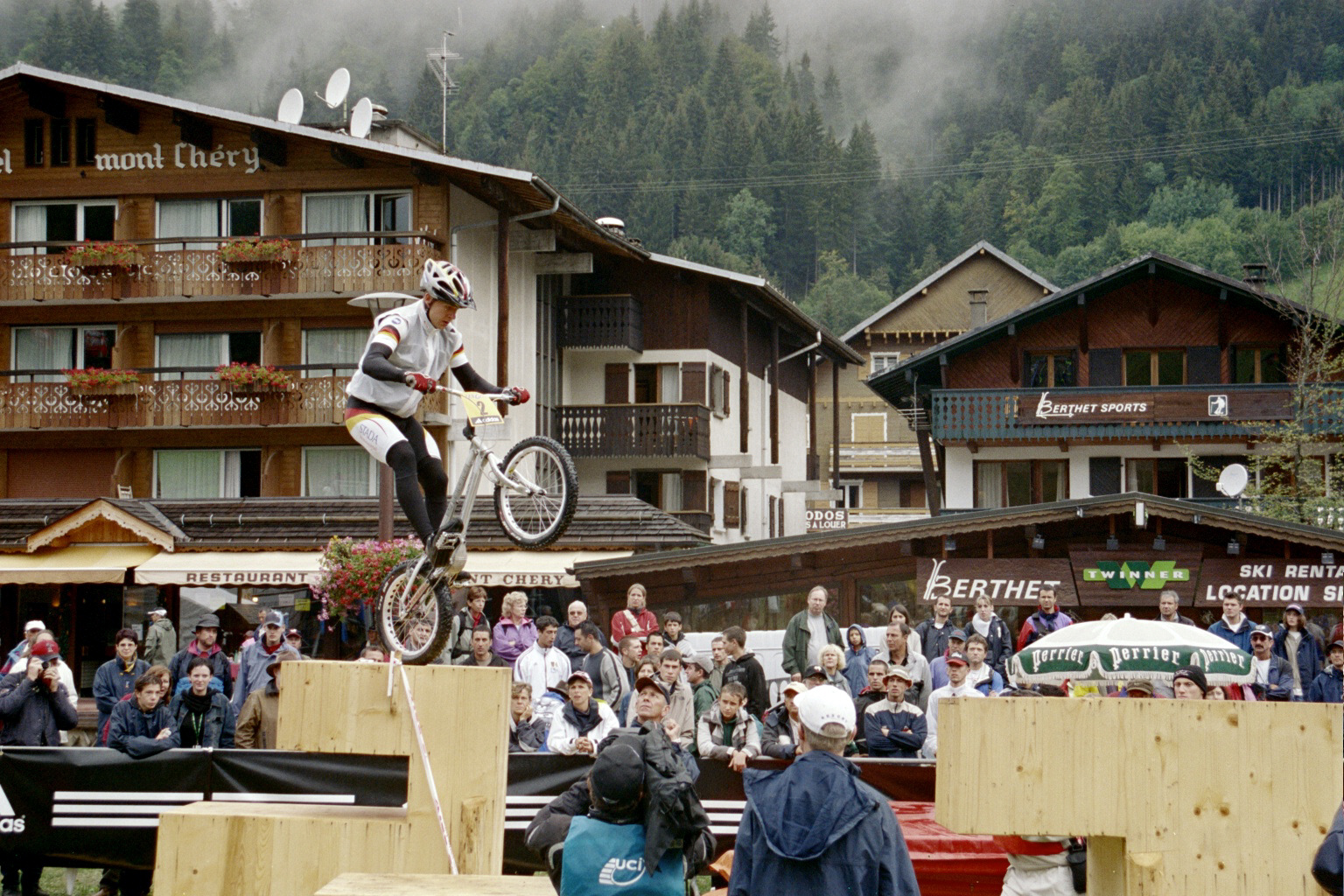
Hösel bei den Weltmeisterschaften 2004 in Les Gets (Frankreich).

1998Junioren-Weltmeister
1999Elite-Titel UCI 20", Seniors-Weltmeister der BIU
2000Vize-Weltmeister, Vize-Worldcupsieger
2002
- Weltmeister Elite 20" UCI
- Weltcup-Sieger Elite 20" UCI
- 12. deutscher Meistertitel

2003
- Vizeweltmeister Elite 20" Trial
- Weltcup-Sieger Elite 20" Trial
- Deutscher Meister Elite 20" Trial
- Deutscher Meister Elite 26" Mountainbike

2004
- Vizeweltmeister 20" UCI
- Weltcup-Sieger 20" UCI
- Asia-Cup Sieger
- Deutscher Meister 20" Trial
- Deutscher Meister 26" Mountainbike

2005
- Vizeweltmeister 20" UCI
- Vize-Weltcup-Sieger 20" UCI
- Vize-Asia-Cup Sieger
- Deutscher Meister 20" Trial
- Deutscher Meister 26" Mountainbike

2006
- Weltmeister 20" UCI
- Deutscher Meister 20" Trial